# Джуді Плейфер
Джуді Плейфер (англ. Judy Playfair, 14 вересня 1953) — австралійська плавчиня.
Призерка Олімпійських Ігор 1968 року.